# 樊尚·奥里奥尔
朱尔-樊尚·奥里奥尔（法語：Jules-Vincent Auriol，法語發音：[ʒyl vɛ̃sɑ̃ oʁjɔl]；1884年8月27日—1966年1月1日），法国政治家，工人国际法国支部黨员，曾任法兰西共和国临时政府主席（1946年）、法兰西第四共和国总统（1947年－1954年）和安道尔大公。巴黎的樊尚·奧里奧爾大道以其命名。